# Tim Howard (jogador de hóquei)
Tim Howard (Brisbane, 23 de junho de 1996) é um jogador de hóquei sobre a grama australiano, medalhista olímpico.

## Carreira
Howard integrou a Seleção Australiana de Hóquei sobre a grama masculino nos Jogos Olímpicos de Verão de 2020 em Tóquio, quando conquistou a medalha de prata após confronto contra a equipe belga na final da competição.